# Carré Otis
Carré Otis (* 28. September 1968 in San Francisco, Kalifornien) ist ein US-amerikanisches Fotomodell und ehemalige Schauspielerin.

## Leben und Karriere
Otis wurde in San Francisco geboren. Sie wuchs im Marin County (Kalifornien) zusammen mit ihren Geschwistern Chrisse und Jordan auf. Im Alter von 16 begann sie als Fotomodell in San Francisco zu arbeiten. Sie wurde über die Agentur  Elite Model Management vermittelt. Sie schaffte es auf das Titelblatt der französischen Elle  im April 1986. Sie wurde abgebildet auf den Titelblättern der Vogue, Harper’s Bazaar, Cosmopolitan, Allure, Mirabella und Marie Claire.
Otis machte Werbung für GuessJeans (1988), Calvin Klein Jeans (1991) und erschien 1996 im Pirelli-Kalender und auf dem Titelblatt der Sports Illustrated (2000). Otis war 1990 und 2000 im Playboy- Magazin abgebildet.
Bekanntheit erlangte das „schauspielernde Fotomodell“ Ende 1989 durch den Spielfilm Wilde Orchidee, in dem sie an der Seite von Mickey Rourke die Rolle der Emily Reed spielte. Zwei Jahre später, am 26. Juni 1992, heiratete sie Rourke. Nachdem die Ehe im Dezember 1998 geschieden worden war, befand sich Otis nach eigenen Angaben auf einem Tiefpunkt. Gezeichnet von jahrelangem Drogenkonsum und nach einer Herzoperation änderte sie ihr Leben radikal. 2005 heiratete sie den Umweltwissenschaftler Matthew Sutton. Die beiden haben zwei Töchter.
2021 beschuldigte Otis Gérald Marie, den ehemaligen Europa-Chef ihrer Agentur Elite Model Management, sie mehrfach vergewaltigt zu haben; auch die BBC-Journalistin Lisa Brinkworth und das frühere schwedische Model Ebba Karlsson sollen betroffen gewesen sein. Zudem habe Marie „sie an andere wohlhabende Männer in ganz Europa“ vermittelt.

## Filmografie
- 1989: Wilde Orchidee (Wild Orchid)
- 1996: Exit in Red
- 1998: Simon Says
- 2001: Going Back (Fernsehfilm)

Für ihre Darstellung der Emily Reed in Wilde Orchidee wurde sie 1991 für den Spottpreis Goldene Himbeere als schlechteste Schauspielerin nominiert.

## Weiteres
Otis und der Autor Hugo Schwyzer verfasste die 2011 von HarperCollins verlegte Biografie Beauty, Disrupted: A Memoir, die Memoiren Otis’.